# Talinella pachypoda
Talinella pachypoda är en tvåhjärtbladig växtart som beskrevs av Urs Eggli. Talinella pachypoda ingår i släktet Talinella och familjen Talinaceae. Inga underarter finns listade i Catalogue of Life.

## Bildgalleri

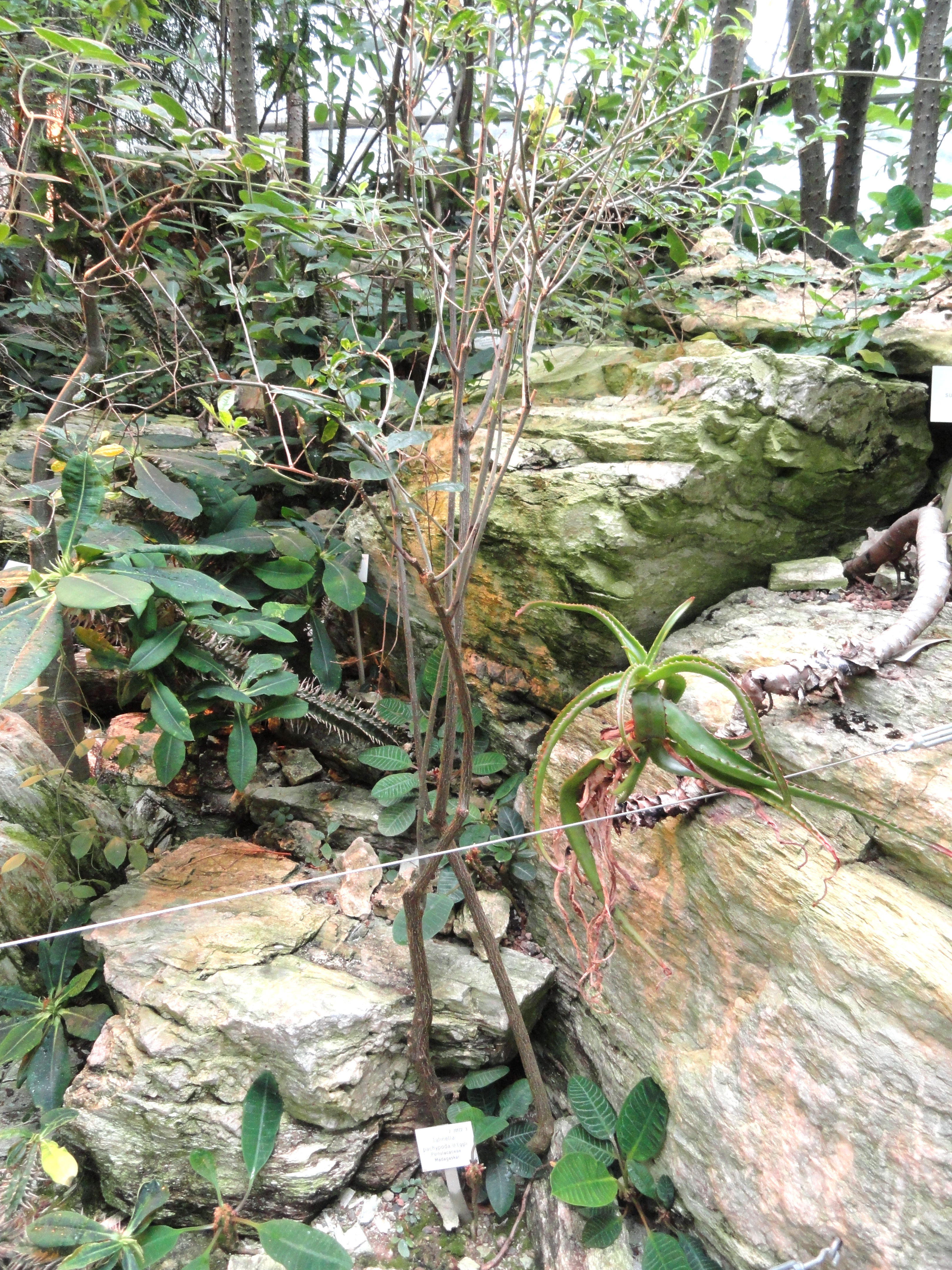